# Haza Szövetség – Litván Kereszténydemokraták
A Haza Szövetség – Litván Kereszténydemokraták (litvánul: Tėvynės sąjunga – Lietuvos krikščionys demokratai, TS–LKD) jobbközép politikai párt Litvániában. 18 000 tagja van, a 141-ből 50 képviselői hellyel rendelkezik a Seimasban.
A legnagyobb litván jobbközép párt, politikailag liberális-konzervatív, nacionalista és kereszténydemokrata, gazdaságilag pedig liberális tendenciák jellemzik. Az Európai Néppárt és a Nemzetközi Demokrata Szövetség tagja.

## Története
1993 májusában alakult meg a Sąjūdis jobbszárnyából Vytautas Landsbergis részvételével, aki a Sąjūdis alapítója volt. Az 1996-os választásokon a szavazatok 31,3%-ával 70 képviselői helyet szerzett a Seimasban, viszont 2000-ben ez 8,6%-ra és 9 helyre esett vissza.
Amikor Litvániát 2004-ben felvették az Európai Unióba, két mandátumot szerzett az Európai Parlamentben, ezek közül az egyiket Landsbergis foglalta el. Az ugyancsak 2004-es litvániai parlamenti választásokon a szavazatok 14,6%-ával 25 képviselőt küldhetett a Seimasba.
2008-ban egyesült két másik párttal (Politikai Foglyok és Deportáltak Litván Szövetsége, illetve Litván Jobboldali Szövetség), miáltal Litvánia legnagyobb pártjává vált 18 000 taggal.
Támogatottsága a 2012-es választásokon nagyon megcsappant, ki is került a kormánykoalícióból, 2016-ban viszont növelni tudta súlyát, s a 2020-as választás után ma 50 képviselője van. Elnöke Gabrielius Landsbergis.  

## Fordítás
Ez a szócikk részben vagy egészben  a   Homeland Union című angol Wikipédia-szócikk ezen változatának fordításán alapul.  Az eredeti cikk szerkesztőit annak laptörténete sorolja fel. Ez a jelzés csupán a megfogalmazás eredetét és a szerzői jogokat jelzi, nem szolgál a cikkben szereplő információk forrásmegjelöléseként.